# Shelly Komalam
Shelly Komalam Selvaretnam  (* 23. April 1988) ist eine malaysische Leichtathletin, die sich auf den Sprint spezialisiert hat.

## Sportliche Laufbahn
Erstmals trat Shelly Komalam im Jahr 2013, als sie bei den Asienmeisterschaften in Pune im 100-Meter-Lauf im Finale disqualifiziert wurde und über 200 Meter mit 24,82 s im Vorlauf ausschied. Anschließend gewann sie bei den Islamic Solidarity Games in Palembang in 12,11 s die Bronzemedaille über 100 Meter hinter der Iranerin Maryam Tousi und Nimet Karakuş aus der Türkei. Im 200-Meter-Lauf gewann sie in 25,16 s die Silbermedaille hinter Tousi. Daraufhin erreichte sie bei den Südostasienspielen in Naypyidaw in 24,95 s den siebten Platz über 200 Meter und schied über 100 Meter mit 12,31 s im Vorlauf aus. Zwei Jahre später scheiterte sie bei den Südostasienspielen in Singapur mit 12,08 s und 24,71 s über beide Distanzen in der Vorrunde, gewann aber mit der malaysischen 4-mal-100-Meter-Staffel in 45,41 s die Bronzemedaille hinter den Teams aus Thailand und Vietnam.
2017 nahm sie erneut an den Asienmeisterschaften in Bhubaneswar teil, schied dort aber über 200 Meter mit 24,53 s in der ersten Runde aus. Zwei Jahre später wurde sie bei den Südostasienspielen in Capas in 25,05 s Achte über 200 Meter und erreichte mit der Staffel in 45,25 s den vierten Platz. 2022 gewann sie dann bei den Südostasienspielen in Hanoi in 45,32 s die Bronzemedaille mit der Staffel hinter den Teams aus Thailand und Vietnam.
2012 wurde Komalam malaysische Meisterin im 100- und 200-Meter-Lauf sowie 2018 in der 4-mal-100-Meter-Staffel.

## Persönliche Bestleistungen
- 100 Meter: 11,83 s (−0,5 m/s), 4. Juli 2013 in Pune
  - 60 Meter (Halle): 7,63 s, 3. März 2019 in Teheran
- 200 Meter: 24,21 s (0,0 m/s), 12. April 2017 in Pretoria